# فوشی
فوشی (به فرانسوی: Fouchy) یک کمون در فرانسه با جمعیت ۶۰۸ نفر است که در Canton of Villé واقع شده‌است.